# Кленке, Каролина Луиза фон
Каролина Луиза фон Кленке (урожденная Карш; нем. Caroline Louise von Klencke; 21 июня 1754[…], Всхова, Любушское воеводство — 21 сентября 1802, Берлин) — немецкая писательница, поэтесса и драматург.

## Биография
Каролина Луиза фон Кленке родилась 21 июня 1754 года в Фрауштадте (ныне Всхова, Польша); её матерью была немецкая поэтесса Анна Луиза Карш. В возрасте девяти лет ее мать, разлучившаяся с отцом, её вторым мужем Даниэлем Каршем, отдала ее на попечение другим людям. 
Вернувшись к Анне-Луизе Карш через пять лет, она вышла замуж за своего сводного или двоюродного брата Хемпеля. В 16 лет она впервые стала мамой. Брак закончился разводом через десять лет. 
В возрасте 28 лет она снова вышла замуж в 1782 году, на этот раз за 22-летнего Карла Фридриха фон Кленке. В этом браке родилась дочь Вильгельмина, позже известная как писательница под именем Хельмина фон Чези. Каролину Луизу фон Кленке оставил второй муж. Когда позже он попросил о возобновлении отношений, она не пожелала продолжать этот разговор. У её дочери, как и у матери, семейная жизнь также не сложилась; у всех за плечами было по два неудачных брака, помимо сложных отношений с другими мужчинами вне этого института.
Кленке переехала в дом своей матери в Берлине, где и умерла одинокой и больной 21 сентября 1802 года.
Покровителями Кленке были Кламер Эберхард Карл Шмидт и Иоганн Вильгельм Людвиг Глейм, которые опубликовали том её произведений в 1788 году, а в 1802 году издали другие произведения Каролины Луизы фон Кленке в память о поэтессе.